# Attentat du 4 avril 2020 à Romans-sur-Isère
Le texte peut changer fréquemment, n’est peut-être pas à jour et peut manquer de recul. 
Le titre et la description de l'acte concerné reposent sur la qualification juridique retenue lors de la rédaction de l'article et peuvent évoluer en même temps que celle-ci.
L'attentat du 4 avril 2020 est un acte terroriste au couteau perpétré en France, le 4 avril 2020, dans le centre-ville de Romans-sur-Isère, tuant deux passants et en blessant cinq autres. L'auteur est un réfugié soudanais, Abdallah Ahmed-Osman, rapidement interpellé après les faits.

## Faits
L'attaque a lieu durant la période de confinement en raison de la pandémie de Covid-19.
Le 4 avril 2020, vers 10 h 41, Abdallah Ahmed-Osman entre dans le bureau de tabac « Le Flash » de la place Ernest-Gailly à Romans-sur-Isère où, muni d'un couteau, il agresse le couple gérant. Le mari reçoit des coups de couteau à la poitrine et sur le flanc et sa femme aux bras et aux côtes. L'agresseur poursuit son chemin pour entrer dans la boucherie Breyton, cours Pierre-Didier, où il se saisit d'un couteau de boucher pour blesser mortellement un client, Thierry Nivon, au thorax.
Sorti cours Pierre-Didier, il demande à un piéton s'il est maghrébin ; après que celui-ci lui a répondu qu’il est français, il le blesse en le poignardant dans le dos. Il blesse ensuite un autre piéton dans le dos puis porte des coups de couteaux mortels au thorax et à l'abdomen de Julien Vinson alors que ce dernier ouvrait les volets de son habitation,. Il blesse ensuite un autre piéton au thorax et estomac et finit par une ultime agression boulevard Marx-Dormoy sur une passante en la poignardant à l'artère fémorale. Ces attaques ont lieu sur une distance de 400 mètres et ont duré un temps total de 15 minutes.

## Enquête
Le jour même, le parquet national antiterroriste se saisit de l'affaire,. Le colocataire du suspect, un Soudanais est placé en garde à vue. Puis le lendemain dans la matinée, un troisième Soudanais, également proche du suspect est placé en garde à vue. L'un d'eux avait vu Ahmed-Osman la veille de l'attaque, ce dernier se plaignait du confinement et avait peur d'avoir le coronavirus.
Le ministre de l'Intérieur Christophe Castaner se déplace le jour même des faits à Romans-sur-Isère à la rencontre du maire de la ville Marie-Hélène Thoraval, du préfet de la Drôme Hugues Moutouh, du directeur départemental de la sécurité publique Noël Fayet et du procureur de Valence Alex Perrin pour un état des lieux. Le Ministre qualifie aussitôt ce fait de « parcours terroriste » et salue le courage des équipages de police ayant intercepté Abdallah Ahmed-Osman.

### Suspect
L'auteur de l'attentat, Abdallah Ahmed-Osman, inconnu des services de renseignement, est un réfugié soudanais âgé de 33 ans, né le 1er janvier 1987 à Tendelti au Soudan. Il a obtenu le statut de réfugié le 29 juin 2017 et un titre de séjour de dix ans cette même année délivré par la préfecture de l'Isère. Il est marié sans enfant avec une Soudanaise restée au pays et est de confession musulmane. Interrogée après l'attaque, la maire de Romans-sur-Isère indique qu'elle ne savait pas que l'assaillant était présent sur le territoire de sa commune. Avant de s'installer en fin d'année 2019 à Romans-sur-Isère dans un logement loué par l'association « Diaconat protestant », il est arrivé dans le département de la Drôme en juin 2018 et a vécu à Moras-en-Valloire de septembre 2018 à janvier 2020 où il avait un contrat de professionnalisation via l'Afpa de Romans dans une entreprise de maroquinerie dénommée Veyret Techniques Découpe où Ahmed-Osman est passé d'intérim à un contrat CDD et devait obtenir un CDI prochainement.

### Motivation terroriste
Le suspect aurait crié « Allah Akbar » au moment de lancer son agression. Lors de son arrestation, selon des témoins arabophones, il se serait mis à genoux et aurait récité la profession de foi des musulmans : « il n’est de Dieu que Dieu et Mahomet est son prophète ». L’enquête retient rapidement la qualification d'attentat terroriste à caractère religieux. Le parquet anti terroriste souligne notamment que la perquisition effectuée au domicile du suspect a révélé des notes manuscrites en arabe dans lesquelles il « se plaint de vivre dans un pays de mécréants ». Les enquêteurs mettent également la main sur cinq portables. Le 8 avril, Abdallah Ahmed-Osman est mis en examen pour « assassinats et tentatives d'assassinats en relation avec une entreprise terroriste »,.

### Questionnements sur l'irresponsabilité pénale
Une première expertise psychiatrique de l'auteur présumé conclut à « une altération de son discernement », ce qui rend possibles un procès et une sanction pénale. Toutefois, une seconde expertise, dont les résultats sont diffusés peu avant Noël 2022, aboutit à une autre conclusion. Ces experts évoquent une abolition du discernement de l'auteur présumé, ce qui conduirait à le considérer comme non responsable pénalement de ses actes.
En février 2023, le magistrat instructeur du parquet national antiterroriste demande une troisième expertise collégiale.
En juin 2023, une troisième expertise psychiatrique conclut qu'Abdallah Ahmed Osman peut être jugé.

### Conséquences
La maire de Romans, Marie-Hélène Thoraval, dénonce l'opacité de l'accueil des migrants et « demande au gouvernement et au représentant de l'État dans la Drôme que les maires puissent être informés des projets d'installations de migrants sur leur territoire communal », déplorant qu'au lendemain du drame « six mineurs non accompagnés d'origine africaine n'étaient pas en règle au niveau de leurs attestations bien que logés au centre-ville » et « que certains ne parlent même pas français et soient livrés à eux-mêmes ». Des associations liées à l'accueil des migrants réagissent par un communiqué rappelant au maire d'éviter les amalgames.
Les habitants de la ville déplorent toutefois que cet attentat, survenu au début du confinement, ait été trop vite oublié.

## Victimes
Il y a deux morts et cinq blessés, dont deux toujours en soins intensifs au lendemain de l'attaque.
| Nom                | Situation | Âge    | Infos                                                                                             | Sources |
| ------------------ | --------- | ------ | ------------------------------------------------------------------------------------------------- | ------- |
| Thierry Nivon      | Décédé    | 55 ans | Ingénieur informatique, il est tué alors qu'il faisait ses courses à la boucherie.                | ,       |
| Julien Vinson      | Décédé    | 44 ans | Copropriétaire du café-théâtre « La Charette » à Romans, il est tué devant son fils de douze ans. | [ 28 ]  |
| Serge Fournier     | Blessé    | 65 ans | Buraliste à Romans. Gravement blessé.                                                             | ,       |
| Ghislaine A.       | Blessée   | 49 ans | Buraliste à Romans.                                                                               | ,       |
| Abdellak M.        | Blessé    | 59 ans | Blessé dans le dos.                                                                               | ,       |
| Jean-François S.   | Blessé    | 63 ans | Travaille dans la soudure et l'électricité. Victime d'une perforation du poumon.                  | ,       |
| Emmanuelle Blachon | Blessée   | 48 ans | Professeure de sport, blessée à la cuisse.                                                        | [ 30 ]  |